# Area metropolitana di Milano

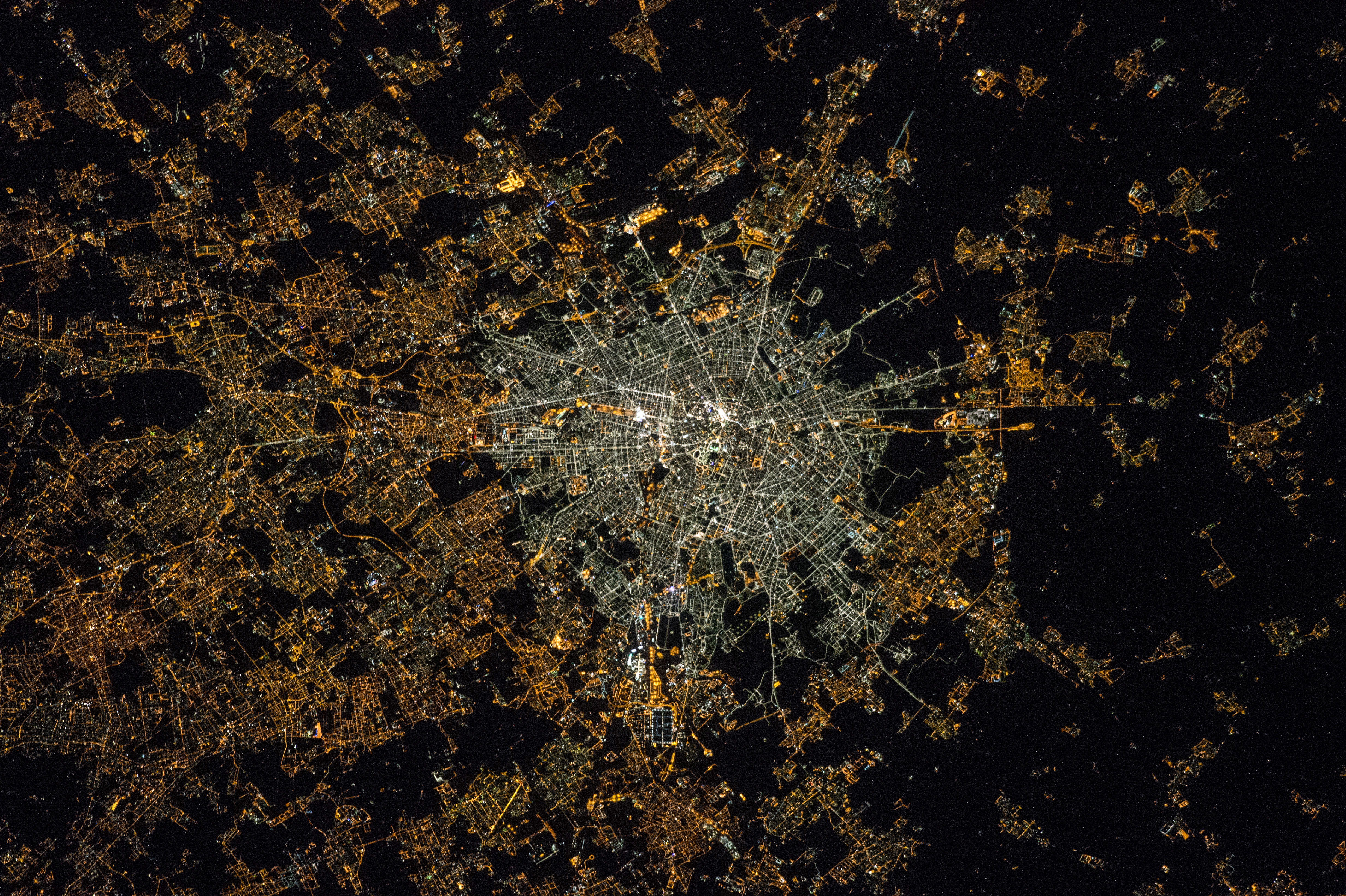
Vista satellitare notturna (parziale) dell'area metropolitana di Milano

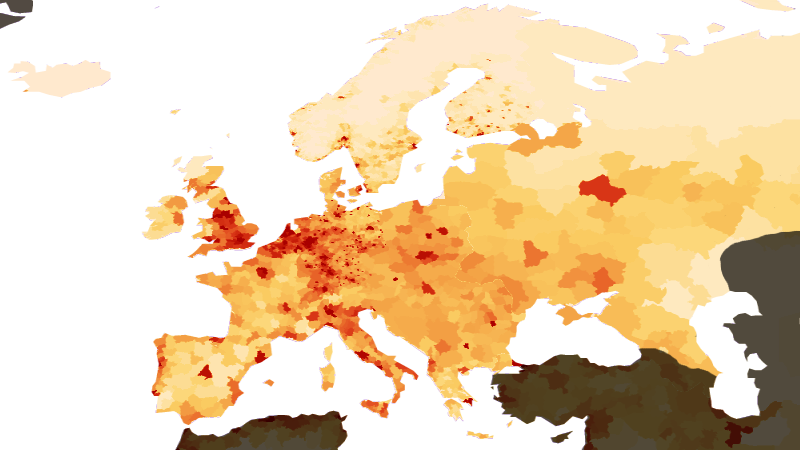
Densità di popolazione in Europa, che mostra la più alta densità lungo la Banana blu

L'area metropolitana di Milano (denominata Grande Milano, più colloquialmente chiamata anche hinterland milanese, hinterland di Milano, entroterra milanese o il milanese) è una teorica e non ufficiale area metropolitana lombarda costituita dall'agglomerato avente come fulcro il comune di Milano. Non vi è un chiaro confine dell'area metropolitana che può giungere a includere, oltre alla città metropolitana di Milano e alla provincia di Monza e della Brianza, totalmente o parzialmente, i territori delle province di Varese, Bergamo, Como, Lecco, Cremona, Lodi, Pavia, Novara, Alessandria, Brescia e Piacenza. È una delle aree urbane europee più popolose. Secondo l'OCSE, conta circa 7 400 000 abitanti.

## Collocazione geografica
Situata nell'Italia settentrionale, occupando il territorio di parte della Lombardia occidentale, non essendo un'entità amministrativa, non ha confini territoriali definiti. Il territorio si estende dal confine alpino con la Svizzera al Po: è composto prevalentemente da aree prealpine e pianeggianti. È attraversato da numerosi corsi d'acqua (i principali sono l'Adda, il Ticino, il Po, il Lambro, il Seveso, l'Olona, oltre alla rete dei Navigli) e tocca le sponde di tre laghi: Maggiore, di Como e di Lugano. Al suo interno sono presenti anche alcuni parchi naturali: Parco Nord, Parco Agricolo Sud Milano, Parco dell'Adda, Parco del Ticino, Parco delle Groane, Parco della Pinetina e altre aree protette.
L'area è il margine meridionale della fascia urbanizzata chiamata Banana blu (che parte da Londra e arriva appunto a Milano, Torino e Genova le città che formano il Triangolo industriale). È stata anche identificata come il vertice meridionale del Pentagono industriale formato assieme a Parigi, Londra, Amburgo e Monaco di Baviera.

## Area urbana di Milano
L'area metropolitana comprende al suo interno l'intera area urbana di Milano di circa 4 milioni di abitanti, che a sua volta comprende la città metropolitana di Milano, con i suoi 133 comuni, e l'intera provincia di Monza e della Brianza, con 55 comuni.
| Provincia                          | Comune                                                    | Superficie (in km²) | Popolazione |
| ---------------------------------- | --------------------------------------------------------- | ------------------- | ----------- |
| Lombardia                          |                                                           |                     |             |
| Città metropolitana di Milano      | Categoria:Comuni della città metropolitana di Milano      | 1 575,65            | 3 247 623   |
| Provincia di Monza e della Brianza | Categoria:Comuni della provincia di Monza e della Brianza | 405,80              | 879 752     |
| Totale                             | Totale                                                    | 1981,45             | 4 127 375   |

## Economia
L'economia dell'area è caratterizzata da una grande varietà di settori in cui essa è sviluppata. Si va dai settori tradizionali, come agricoltura e allevamento, all'industria pesante e leggera, ma anche il terziario ha avuto un forte sviluppo negli ultimi decenni.
L'agricoltura è stata la base dello sviluppo economico dell'area metropolitana. Per prima è stata investita dal processo di meccanizzazione e ristrutturazione. La meccanizzazione, grazie all'utilizzo di macchinari sempre più complessi, ha portato ad un incremento della produzione agricola mentre la ristrutturazione del territorio, attraverso la costruzione ed ammodernamento di canali e la bonifica delle zone paludose ha permesso di migliorare la qualità della produzione agricola. L'agricoltura verte principalmente sulla produzione di cereali (mais, soia, frumento), ortaggi, frutta (pere e meloni) e vino. Molto sviluppata è la produzione di foraggi, usati per l'allevamento di bovini e suini.
L'industria è dominata da imprese di piccole e medie dimensioni, perlopiù a conduzione familiare, ma anche da grandi aziende (soprattutto straniere). È fiorente in molti settori, particolarmente in quelli meccanico, elettronico, metallurgico, tessile, chimico e petrolchimico, farmaceutico, alimentare, editoriale, calzaturiero e del mobile. Milano e la sua città metropolitana coprono più del 40% delle imprese dell'industria lombarda.

## Trasporti

### Strade e autostrade

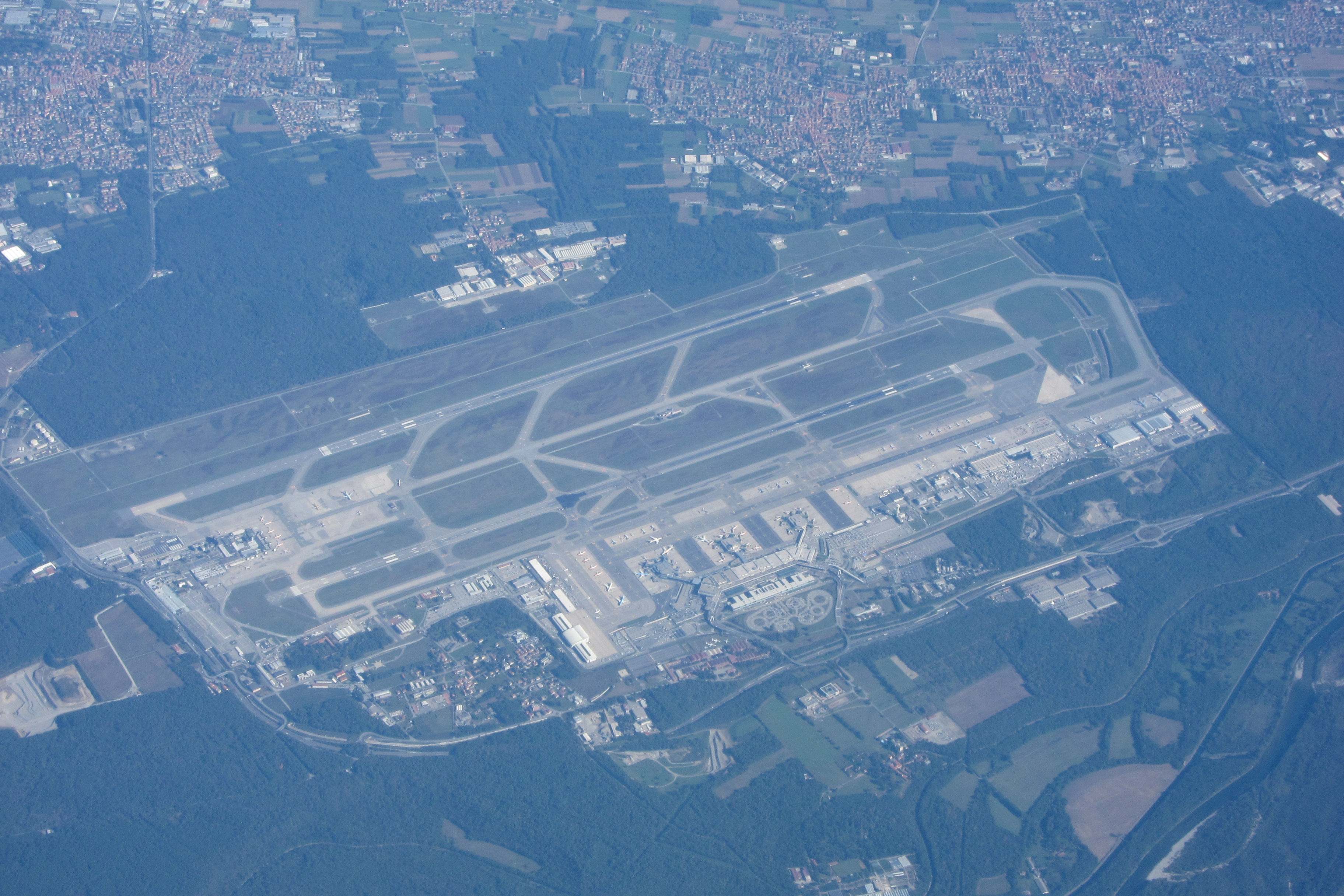
Aeroporto di Milano-Malpensa

L'area metropolitana di Milano possiede una rete stradale ed autostradale ben sviluppata e ben connessa con le principali città italiane (es.: la A1 collega Milano a Bologna, Firenze, Roma e Napoli, la A4 attraversa la Lombardia unendola a Torino, Venezia e Trieste) e con l'Europa. Sono già stati realizzati nuovi tratti autostradali: la BreBeMi, che collega la città di Milano a Brescia passando per la bassa bergamasca; la Pedemontana Lombarda, che unirà l'A4 a Lecco, Monza, Como e Malpensa. Infine, la tangenziale Est Esterna di Milano serve ad alleggerire il traffico sulla tangenziale est di Milano diretto dall'A1 verso la A4 e viceversa.

### Ferrovie
La rete ferroviaria è abbastanza capillare ed è gestita da Trenord. Il sistema ferroviario verte sulla stazione centrale di Milano e sulle stazioni di Milano Porta Garibaldi e Milano Cadorna. Nel 2008 è stato completato il passante ferroviario di Milano, che permette di attraversare la città in treno da est ad ovest. Collegamenti diretti con l'Europa d'oltralpe fanno di Milano un nodo importante nella rete continentale merci e per passeggeri AV.

### Aeroporti
Attualmente l'area metropolitana di Milano è servita principalmente da tre aeroporti:
- Milano Malpensa (aeroporto intercontinentale sito in provincia di Varese)
- Milano Linate (sito nella Città metropolitana di Milano)
- Milano Orio al Serio, Caravaggio (sito in provincia di Bergamo)

### Metropolitana e linee suburbane

La mappa integrata della metropolitana e del servizio suburbano

All'interno dell'area metropolitana milanese è presente una rete di trasporti su ferro basata su due pilastri, strettamente interconnessi tra loro: la rete della metropolitana di Milano e la rete ferroviaria suburbana.
Il 12 ottobre 2024 è stata aperta al pubblico la linea M4, che collega Giambellino e Lorenteggio a Linate. Vi è inoltre e in progetto il potenziamento a nord della linea S12 fino alla stazione di Varedo.